# Frankerriget
Frankerriget var et kongerige i den tidlige Middelalder. Det eksisterede fra det 5. til det 9. århundrede, og det har fået navn efter frankerne, der egentlig var flere stammer, som havde søgt tilflugt i Gallien. Ved dygtighed og held blev frankerriget i løbet af tre hundrede år til det vigtigste rige i Vesteuropa, og ud fra det opstod nogle århundreder senere både Frankrig, Tyskland og en række mindre stater. Frankerriget udviklede sig efter det vestromerske riges sammenbrud til et magtcentrum og senere til en stormagt i Vesteuropa. Det blev først regeret af kongedynastiet merovingerne og senere – i storhedstiden – af karolingerne. Højdepunktet af magt og udstrækning nåede riget under Karl den Store.

## Historie

### Frankerriget under merovingerne
De tidlige, frankiske høvdinge, Faramund (fra omkring 419 indtil omkring 427) og Chlodio (ca. 427 til ca. 447) synes at høre mere hjemme i myternes verden end i virkeligheden, og påstanden om de senere merovingers nedstamning fra dem er temmelig usikker.
Gregor af Tours nævner Chlodio som den første konge, der indledte erobringen af Gallien ved at indtage Tournai og Camaracum (nutidens Cambrai) og ved derefter at skyde grænsen frem til Sommefloden. Det tog sikkert en del tid, for Sidonius beretter, at Aëtius overraskede frankerne og drev dem tilbage (sandsynligvis omkring 431). Det varede flere århundreder, og de germanske franker blev herskere over et stigende antal gallo-romerske indbyggere.
I 451 bad general Aëtius sine germanske allierede på romersk område om hjælp til at afvise hunnernes invasion i Gallien. De saliske frankere (bosat ud mod Rhinmundingen) mødte op, mens de ripuariske frankere (som boede langs Rhinens midterste løb) kæmpede på begge sider, for nogle af dem boede stadigvæk uden for romerriget. Gregors kilder foreslår, at frankernes konge kan have været Merovech, som muligvis var en søn af Chlodio. Merovech blev fulgt af Childeric 1., hvis grav man fandt i 1653. Den indeholdt en ring, der identificerede ham som frankernes konge.
Allerede ved begyndelsen af det 4. århundrede var der mange germanske stammer, som slog sig ned inden for det romerske rige. På grund af rigets svækkelse gav man dem ret til at bosætte sig i den forventning, at de ville forsvare rigets grænser. I den nordøstlige del af Gallien var det frankerne, der havde bosat sig. De benyttede sammenbruddet af den vestromerske kejsermagt i 476 til at udvide deres område. Efter 464 herskede den sidste romerske statholder i Gallien, Syagrius, vest for frankernes rige, men i 486 sejrede frankerne over ham i et slag ved Soissons og indtog hans magtområde. Dermed blev frankerrigets grænse rykket frem til Loirefloden. Chlodowech 1. overtog det fungerende romerske forvaltningssystem, undlod at plyndre byerne, og skaffede sig mulighed for at overvinde de andre frankiske delkongeriger og grundlægge en levedygtig frankisk statsdannelse i Gallien.
De gallo-romerske jordejere blev enten dræbt eller fordrevet, og deres besiddelser blev til frankisk krongods. På den måde kunne Chlodowech finansiere sine felttog og styrke sin kongemagt, og kongen blev efterhånden den største jordbesidder. Ved at give landområder væk til andre fyrster, kom de i afhængighed til ham, og derfra udviklede lensvæsnet sig. Kongen mistede med tiden indtægter fra sine landområder, for den stadigt større kongelige ejendom skulle også forvaltes. Omvendt fandtes der næsten ingen pengeøkonomi i frankerriget, så det var nærliggende at tildele loyale hærførere land, mens de som vasaller forpligtede sig til at styre landområdet og stille til krigstjeneste, når der var behov. Det skabte forudsætningerne for det tidlige feudale frankiske samfund.
Ved siden af lensvæsnet blev den katolske kirke et magtinstrument for kongerne. Under dronning Chlothildes indflydelse omvendte Chlodowech 1. sig til katolicismen. Ved sin dåb i 496 sikrede han sig den katolske kirkes støtte, og det lettede samarbejdet mellem frankere og den gallo-romerske befolkning. De kongelige gesandter (grever og biskopper) var opsat på at få Chlodowechs kongelige anordninger ført ud i livet. På den første rigssynode gennemførte han desuden, at kongerne fik en afgørende indflydelse på indsættelse af biskopper, og han forsøgte at skabe en ensartet kirkelig lovgivning for Frankerriget. I det 5. århundrede fik man en latinsksproget samling af frankernes sædvaneret (Lex Salica).

## Merovingertiden
De saliske frankere under ledelse af Chlodio og Merovech skilte sig snart ud fra andre germanske folkeslag ved deres kontakter til Romerriget, og med Childerik 1., som kæmpede sammen med den romerske hærfører, Aegidius, mod både vestgoter og Odoaker, blev den romerske indflydelse endnu stærkere. Det blev oprindelsen til det kongedømme, som slægten merovingerne sad på i næsten 300 år.
355-358 greb den romerske kejser, Julianus, ind mod frankerne, efter at de igen havde skaffet sig kontrol over flodtrafikken på Rhinen, men senere overlod han dem en betydelig del af provinsen Gallia Belgica. Derefter var frankerne foederati dvs. Roms allierede, og de blev de første germanere, som fik tilladelse til at bosætte sig inden for rigets grænser. Deres område svarede til nutidens Flandern og den sydlige del af Nederlandene, hvor man for øvrigt endnu i dag taler det nederfrankiske sprog, nederlandsk (i daglig tale: hollandsk).
Da germanske stammer krydsede Rhinen i 406, slog frankerne dem tilbage, og størsteparten af de følgende invasioner gik derfor mod syd over Loire, hvad der til en vis grad kan forklare, hvorfor egnen omkring Paris forblev under romersk kontrol længe efter, at det vestromerske kejserdømme var brudt sammen.

### Chlodowech (Klodevig)
Frankernes indflydelse i Vesteuropa øgedes markant under Childerik 1.s søn, Chlodowech 1., som besejrede den sidste romerske statholder i Gallien, Syagriu, i 486. Dermed erobrede frankerne de romerske områder mellem floderne Loire og Somme, stort set svarende til nutidens Île de France. Ved slaget i Vouillé i 507 besejrede Chlodowech vestgoterne sammen med burgunderne, og ved hans død i 511 var alle frankere forenet i et rige, som strakte sig helt til Pyrenæerne. Chlodowechs fire sønner delte riget efter germansk skik, ligesom deres sønner gjorde det senere. De merovingiske høvdinger fulgte den normale germanske skik med at dele riget ligeligt mellem sønnerne, og de mange opdelinger, samlinger og nyopdelinger af landområderne førte ofte til mord og krig i de regerende familier. De vedvarende stridigheder inden for merovingerdynastiet medførte, at reel kontrol med riget efterhånden blev overtaget af Pipiniderne, som endelig overtog den formelle magt i 751, da Pipin den Lille blev frankernes konge med pavens støtte.
Selv om merovingerne fik skabt en statsdannelse, som viste sig at være blandt de mest holdbare i datidens Vesteuropa, var den indre sammenhængskraft ikke stor, når det drejede sig om hverdagens forhold. Allerede i den senromerske periode havde der været en hel del vold, men indførelsen af den germanske blodhævn som en metode til at skaffe sig retfærdighed ændrede retsforholdene til ren lovløshed. Der opstod afbrydelser i handelen, og det blev mere og mere besværligt at leve en borgerlig tilværelse. Derfor blev samfundet i stigende grad opsplittet i selvforsynende lokalområder (ofte de gamle romerske villaer). Samtidig blev analfabetismen mere og mere udbredt, og læse- og skrivefærdigheder fandtes efterhånden kun i kirker og klostre.
Det frankiske område blev udvidet endnu mere under Chlodowechs sønner, så det omfattede det meste af nutidens Frankrig, begge Rhinbredder, det nuværende Baden-Württemberg og Thüringen. Saksernes område var derimod uden for Frankerriget, og det blev først erobret under Karl den Store flere hundrede år senere.
Efter en midlertidig samling af de adskilte kongedømmer under Chlotar 1., blev riget atter i 561 delt i Neustrien, Austrasien og Burgund, som var blevet opsuget i Frankerriget gennem politiske ægteskaber og våbenmagt.

### Pipinidernes magtovertagelse
I hvert af disse frankiske kongeriger tjente en Major domus (hushovmester) som landets første leder efter kongen. En række tidlige dødsfald førte til, at landene fik mindreårige konger som Dagobert 1. i 639. Han efterlod sin mindreårige søn et rige, som atter var samlet. Den virkelige magt lå dog hos major domus, Aega, og Dagoberts enke.
Da hushovmestrene på den måde havde fået smag for magten, stræbte de efter at samle al magt i riget. 657 – 662 sad sønnen af major domus Grimoald på den frankiske trone under navnet Childebertus adoptivus. Han havde ladet sig adoptere af merovingerkongen Sigibert 3. og kom på den måde lovmæssigt til magten. I Slaget ved Tertry i (687) besejrede major domus i Austrasien, Pipin 2. den retmæssige hersker over det frankiske rige og skabte forudsætningerne for slægtens videre opstigning. Pipin vovede ikke at gribe til statskup og lade sig udnævne til frankernes konge, men forløbet gav indehaverne af embedet som major domus i Austrasien mulighed for at befæste deres regentskab så meget, at embedet blev arveligt inden for slægten. De fik skabt et dynasti, som kaldes Pipiniderne, og som blev forfædre til det regerende dynasti, karolingerne.
Efter Pipins død i 714 kom det til magtkampe, som endte med, at hans uægte søn, Karl Martell (Karl "Hammeren"), i 719 arvede embedet. Han var kendt for sin hårdhed og gennemslagskraft, men stod over for svære inden- og udenrigspolitiske problemer. Der var stadig stammer inden for Frankerriget, som modsatte sig hans styre, men 732 blev et vendepunkt. I Slaget ved Tours og Poitiers besejrede Karl og hans tidligere fjende, Eudo af Aquitanien, araberne med støtte fra Langobarderne. Det gav ham ry som Vesteuropas redningsmand, og de senere kampe mod friserne, sakserne, bajuvarerne og allemannerne befæstede yderligere hans position. Desuden støttede han biskop Bonifatius' missionsarbejde blandt de samme folkeslag.
Efter merovingerkongen Teuderik 4.s død i 737 herskede han alene over Frankerriget, men som sin far uden kongetitel. Efter germansk tradition delte Karl Martell riget mellem sine sønner, Karlomann og Pipin 3. (den Lille), kort før sin død.

## Frankerriget under Karolingerne
Det karolingiske dynasti begynder traditionelt med afsættelsen af den sidste merovinger og med Pipin den Lilles tronbestigelse i 751 – alt med pavens fulde billigelse. Pipin havde fulgt sin far, Karl Martell, som major domus i et genforenet frankisk kongedømme, der bestod af de tidligere uafhængige dele. Pipin blev enehersker, efter at hans broder var gået i kloster, og efter at han havde fået sendt den sidste merovingiske konge samme vej. I 751 lod han sig salve til konge efter gammeltestamenteligt forbillede.
Pipin regerede som valgkonge. Selv om den slags valg sjældent fandt sted, var der dog en almindelig regel i germansk ret, som fastslog, at kongemagten støtter sig til de ledende i samfundet. De havde til gengæld retten til at vælge en ny værdig leder fra den regerende klan, hvis de mente, at den gamle ikke kunne føre dem i kamp. Mens kongedømmet senere blev arveligt i Frankrig, viste det sig umuligt for kongerne i det senere tysk-romerske rige at slippe af med valgkongedømmet, og de fortsatte som valgte konger indtil rigets formelle ophør i 1806.
Pipin befæstede sin position i 754, da han indgik et forbund med pave Stephen 3., som forærede frankerne en kopi af bedrageriet "det konstantinske gavebrev". I Quierzytraktaten af 754 lover Pipin at give det tidligere eksarkat i Ravenna tilbage til pavedømmet (den pipinske gave). Til gengæld lovliggør paven karolingerne som konger af Frankerriget. Ved en storslået ceremoni i Saint-Denis domkirken salvede paven kongen og hans familie og erklærede ham for at være patricius Romanorum (= “"romernes beskytter"). Det næste år erobrede Pipins styrker Eksarkatet i Ravenna, som kort forinden var faldet til langobarderne, og han overdrog det ikke til den byzantinske kejser (som det rettelig var underlagt), men til pavedømmet. I de følgende år førte Pipin yderligere to succesrige krige mod langobarderne og overlod paven de nyligt erobrede områder omkring Rom. Det bekræftede han ved det "pipinske gavebrev", som han lagde på apostlen Peters grav. På den måde kan Pipin betragtes som grundlægger af pavestaten. Pavemagten havde gode grunde til at forvente, at den nyskabte, frankiske kongemagt ville blive en magtbasis ved skabelsen af en ny verdensorden, centreret omkring paven. Omvendt kunne Pipin ved sin død i 768 efterlade sine sønner en betrygget kongemagt og et rige, som var i politisk og økonomisk udvikling.

### Karl den Store
Ved Pipins død i 768 delte hans to sønner, Karl og Karloman, igen riget mellem sig. Karloman gik dog i kloster og døde snart efter og overlod eneherredømmet til sin bror, som senere blev kendt som Karl den Store. Han var en stærk og begavet person, og selv om han kun havde ringe evner til at skrive og læse, blev han en sagnfigur i både Frankrigs og Tyskland. Med Karl blev karolingernes magt udstrakt til store dele af Vesteuropa: I 771 kom hele det frankiske rige under hans krone. Lombardiet blev indlemmet i riget i 774 og Bayern 788. I 796 besejrede hans styrker avarerne på Donausletten, og det lykkedes at trænge maurerne til sydsiden af Pyrenæerne i 801. Sluttelig blev sakserne underkuet i 804.
Sådan fik frankerriget nordgrænse ved Elben, men her blev den videre fremtrængen standset af forsvarsanlæggene ved Danevirke og på grund af den danske kong Gudfreds energiske indsats. For at kunne kristne sakserne grundlagde Karl adskillige bispedømmer, som f.eks. Bremen, Münster, Paderborn og Osnabrück.
I Italien besejrede Karl langobarderne i 773–774 og kunne rykke rigets grænser frem til det mellemste Italien. Han fornyede Pipins gavebrev til pavestaten og garanterede paverne frankernes fortsatte beskyttelse. Til gengæld for Karl den Stores støtte til pavemagten kronede Pave Leo 3. i året 800 Karl som romersk kejser.
I 788 gjorde Tassilo, bajernes hertug, oprør mod Karl, og da det var knust, blev Bayern indlemmet i riget. Derved blev kongemagtens indtægt ved beslaglæggelser forøget betydeligt, og Tassilos familie, Ingolfingerne, tabte magt og indflydelse hos de andre ledende, frankiske familier. Ved fortsatte kampe lykkedes det Karl at fortsætte udvidelsen af riget mod sydøst, og i 796 var grænsen skudt frem til Østrig og dele af det nuværende Kroatien.
Karl havde skabt et rige, som nåede fra Pyrenæerne i sydvest (faktisk omfattede riget et område af Nordspanien, Marca Hispanica efter 795) over det meste af det nuværende Frankrig (dog uden Bretagne, som frankerne aldrig erobrede) og østpå til størstedelen af det nuværende Tyskland sammen med Østrig og Norditalien. Inden for kirkens hierarki så biskopper og abbeder hen til beskyttelsen fra kejsersædet i Aachen, som repræsenterede rigets sikkerhed og gunst. Karl fremstod som den nye leder af den katolske kristendom, og hans begunstigelse af klostrenes lærdom blev grundlaget for den karolingiske renæssance inden for filosofisk og lærdom.
I december 800 var Karl i Rom, og juledag kronede pave Leo 3. ham som Romernes kejser ved en ceremoni, der skulle se ud som en overraskelse. Dermed tog pavemagten endnu et symbolsk skridt i retning af at fastlægge pavens åndelige auctoritas på den ene side og kejserens verdslige potestas på den anden. Selv om Karl på trods af den byzantinske kejsers vrede foretrak titlen kejser, frankernes og langobardernes konge, var ceremonien en formel godkendelse af frankerriget som det vestromerske riges efterfølger. (Kun det forfalskede "gavebrev" fra Konstantin den Store gav paven myndighed til at godkende kejserne.)
Efter nogle indledende protester anerkendte den byzantinske kejser, Michael 1., Karl som medkejser. Fra abbasidernes kalifat modtog Karl sendebud og gaver, som ligeledes anerkendte frankerriget som en stormagt. Kroningen og anerkendelsen gav vedvarende grundlag for karolingernes lederrolle blandt frankerne. Senere skulle en ny tysk kejserslægt, ottonerne, gentage dette kunststykke for det tysk-romerske rige i 962.
Da Karl døde den 28. januar 814 i Aachen, blev han begravet i gravkapellet i sin egen Aachen Domkirke.
De mange krige medvirkede til en udvikling af feudalismen, en styrkelse af de rige og en forøgelse af antallet af feudalt underlagte bønder. Som følge deraf voksede feudalherrernes ejendom og magt, særligt hos de allerøverste, kejseren og hans hertuger, og også kirken befæstede sin magt. Karl sikrede statsmagten udadtil ved oprettelse af særlige markgrevskaber. De var bolværker mod angreb, og de tjente som opmarchområder før en angrebskrig. En "mark" blev forvaltet af en markgreve, som havde særlige rettigheder, da 'markerne' formelt stod uden for riget og dets forfatning. Man byggede borge og flyttede bønder ind i markgrevskaberne, hvor begge dele tjente forsvaret. De vigtigste områder var Kärnten (Karantanien), Avarermaken (Marcha orientalis) og den spanske mark (Marca Hispanica).
Indadtil sikrede Karl riget ved at centralisere kongemagten gennem en forvaltningsreform (ca. 793). Herefter hvilede kongens magt på hoffet, rollen som øverste domsmagt og kancelliet. Ude i riget var det grever, der forvaltede magten i kongens ejendomme (Palatium, senere "Pfalz"). Både grever og markgrever blev kontrolleret af kongelige sendebud, (missi dominici), men havde myndighed til at dømme i retssager på kejserens vegne. Aachen blev i løbet af Karls regeringstid til den centrale kejserlige ejendom og dermed centrum for frankerriget.

### Frankerrigets tilbagegang
Efter at have regeret i 46 år døde Karl den Store i Aachen. Han havde flere sønner, men kun én overlevede ham, Ludvig den Fromme. Derfor fulgte han sin far som enehersker over et forenet rige, men det skyldtes mere held end bevidst politik, at man undgik en deling af riget.
Ludvig forsøgte at sikre rigets enhed på trods af den germanske tradition og Karl den Stores eget ønske, udtrykt i forordningen "Divisio regnorum" af 806, hvor han lagde op til en ligelig deling af riget mellem alle sønner. I 817 udstedte Ludvig en lov om rigets ordning, "Ordinatio imperii", hvori han udnævnte sin søn, Lothar 1., til medkejser. Loven forudså, at det altid skulle være den ældste søn, der arvede titlen som romerske kejser. Ludvig gik ind for tanken om rigets enhed under gejstlig indflydelse, hvor han ønskede en parallel til kirkens enhed. I den forbindelse spillede biskopperne en særlig politisk rolle og stillede sig op mod kejserens sønner, der var tilhængere af en arvedeling. Efter 829 førte disse spændinger til kamp mellem kejseren og hans sønner.
Da Ludvig døde i 840, blev Lothar 1. ganske vist enehersker, men sammen med sine brødre indgik han i 843 Traktaten i Verdun, som opdelte Frankerriget. Senere blev riget atter opdelt ved Prümerdelingen i 855 og igen ved henholdsvis Traktaten i Mersen (870) og Traktaten i Ribemont (880). Rigets enhed blev aldrig siden genoprettet, og de enkelte områder fik efterhånden egne skikke, sædvaner og sprog og udviklede sig på den måde til selvstændige stater. Noget senere talte man om et Vest- og et Østfrankisk rige, indtil også dette minde om en fælles fortid gik af brug ca. hundrede år senere.
Ud af det oprindelige Frankerrige opstod en vestlig del Vestfranken, der senere blev til det nuværende Frankrig, en midterste del, som blev kaldt „Mellemriget“ (Mellemfranken, senere Burgund) og en østlig del Østfranken, som blev til Tyskland – eller rettere: Det Det Hellige Romerske Rige af Tysk Nation

## Opdelinger af Frankerriget
- Divisio Regnorum (806): Forudset, men ikke gennemført deling mellem Pipin (Italien), Ludvig den Fromme (Frankrig) og Karl den Yngre (Tyskland).
- Verdun-traktaten (843):

- - Lothar 1. blev kejser og hersker over den midterste del af riget (Mellemriget). (Hans tre sønner delte senere denne del i henholdsvis Lorraine, Burgund og Lombardiet.
  - Ludvig den Tyske blev konge af østfrankerne (området blev kernen i det tysk-romerske kejserrige og senere det moderne Tyskland).
  - Karl den Skaldede blev konge af vestfrankerne (området blev grundlaget for det senere Frankrig).
- Prümer-delingen (855): Lothars beslutning om, hvordan Mellemriget (Mellemfranken) skulle fordeles mellem hans sønner.
- Mersen-traktaten (870): Efter at alle Lothars sønner var døde, blev det tidligere Mellemrige fordelt mellem Karl den Skaldede og Ludvig den Tyske.
- Ribemont-traktaten (880): Karl den Tykke genforenede ved traktatens ikrafttræden i 884 hele Frankerriget, bortset fra Burgund.

Efter at Karl den Skaldede forgæves havde forsøgt at erobre hele Mellemriget, fik Ludvig 3. af Frankrig tildelt den vestlige del af Mellemriget, Lotharingien.
Sent på året 887 gjorde Karl den Skaldedes nevø, Arnulf af Kärnten, oprør og tiltog sig titlen konge af Østfrankerne. Karl abdicerede og døde året efter. Odo af Paris blev valgt til hersker over vestfrankerne. Dermed var opdelingen af Frankerriget foreløbig afsluttet, og grænsen mellem den vestlige og den østlige del forblev næsten uændret gennem hele Middelalderen. Omvendt fortsatte striden mellem efterfølgerstaterne, Tyskland og Frankrig, om dele af Lotharingien helt ind i det 20. århundrede.

## Materiel kultur i Frankerriget

### Vareproduktion
Selv om det vestromerske rige brød formelt sammen i løbet af det 5. århundrede, overtog frankerne ganske meget af den senklassiske kultur, som romerne efterlod sig. Deriblandt var en blomstrende produktion af varer i og omkring rhinegnene. Kvalitet og elegance gik måske noget tilbage, men det lykkedes at opretholde færdigheder og produktionssteder inden for smedehåndværk, glasmageri, keramikfremstilling og metallurgi så Frankerriget blev storeksportør af våben, drikkeglas, køkkengrej og broncesager.

### Naturalieøkonomi
Derimod gik pengeøkonomien stort set tabt, og man benyttede sig af byttehandel, hvor den forholdsvise pris på f.eks. en keramikgryde og en levende gås måtte aftales direkte mellem de to handlende. Det blev vanskeligt at inddrive skatter, og når det lykkedes, skete betalingen i form af naturalier: korn, saltede fisk, røgvarer, tømmer osv. På landet opstod der en selvforsyningsøkonomi, hvor de små lokalsamfund selv fremstillede de levnedsmidler og genstande, der var brug for. Det hæmmede handlen, og det betød et fald i befolkningstallet i byerne og et langsomt tab af bykultur.

### Bygningskunst
Romernes højt udviklede ingeniørkunst gik tabt med det formelle sammenbrud. Der var ikke længere en statsmagt, som havde brug for veje, broer, akvædukter, badeanstalter, cirkusbygninger osv. og i de urolige tider vovede de private ikke at satse for kraftigt på bygningsværker. Kendskabet til fremstilling af beton gik i glemmebogen, og de romerske veje og broer blev ikke længere vedligeholdt . Til gengæld skabte den kristne kirke et behov for byggeri. Der blev opført mange kirker og klostre i Frankerriget, og med de nye erobringer blev der konstant brug for bygmestre og byggematerialer.

## Åndelig kultur i Frankerriget

### Læse- og skrivekunst
De seneste års forskning, særligt af Rosamond McKitterick, har vist, at færdighederne i at læse og skrive må have været meget udbredte både blandt den oprindelige gallo-romanske befolkning og blandt frankerne. Hun har talt for, at de mange eksempler på historieskrivning, som er bevaret fra perioden, må indebære, at der har været en betydelig læserskare. Teksternes karakter antyder videre, at læsefærdighederne ikke kun fandtes hos kirkens folk, men også hos embedsmænd og adelige.
Den overordnede konklusion af denne forskning er, at skrivefærdighed var af central betydning for den karolingiske kultur. Samlingen af de frankiske riger under karolingerne lykkedes kun, fordi riget blev afhængigt af læse- og skrivefærdighed inden for områder som religion, jura, administration og undervisning.

### Karolingisk renæssance
Den såkaldte Karolingiske renæssance var en intellektuel og kulturel blomstringstid, som opstod i slutningen af det 8. og begyndelsen af det 9. århundrede. Toppunktet blev nået under de to karolingiske herskere, Karl den Store og Ludvig den Hellige med en kulmination inden for med litteratur, kunst, arkitektur, jura, liturgi og teologi. Samtidigt udvikledes også middelalderlatin og den karolingiske minuskel, hvad der skabte et fællesskab inden for sprog og skrivestil, som gjorde det muligt at vedligeholde forbindelser på tværs af Europa.
Når man bruger udtrykket renæssance om denne periode, så bør det tages med det forbehold, at opblomstringen næsten udelukkende foregik i kirkens og centraladministrationen. Derimod manglede den karolingiske renæssance det samspil med sociale og tekniske forandringer, som var med til at sætte præg på den senere italienske renæssance. Den karolingiske renæssance var ikke nogen kreativ genfødsel af antikkens kultur, men et forsøg på at genindsætte Romerrigets kultur i det nye frankerrige.

### Filosofi
Da Alcuin fik indflydelse ved hoffet i Aachen, trak han på inspiration fra York-skolen, hvor han selv var uddannet. I York havde man satset på at bevare den klassiske dannelse med støtte fra de angelsaksiske konger. Det var fra den tradition, han hentede sin nye uddannelsesmæssige opdeling i trivium og quadrivium. Han forfattede selv en lærebog i trivium, mens hans elev, Hraban, skrev den tilsvarende om quadrivium.
Trivium betyder "de tre veje", og den bestod af de emner, som skulle læres først: Grammatik, logik (eller som det hed dengang: "dialektik") og retorik. Quadrivium betyder "de fire veje", og de omfattede de fire emner, der skulle læres bagefter: Aritmetik, geometri, musik og astronomi. Disse syv emner blev anset for at være nødvendige forudsætninger for at kunne studere filosofi og teologi.

### Merovingerne
- Michael Borgolte: Die Grafen Alemanniens in merowingischer und karolingischer Zeit, Eine Prosopographie, (1986) ISBN 3-7995-7351-8
- Eugen Ewig: Die Merowinger und das Frankenreich, 4. oplag, (2001) ISBN 3-17-017044-9
- Eugen Ewig: Spätantikes und fränkisches Gallien, samlede skrifter, 2 Bd., 1976-79.
- Patrick J. Geary: Die Merowinger. Europa vor Karl dem Großen, 2003 ISBN 3-406-49426-9
- Patrick J. Geary: Europäische Völker im frühen Mittelalter, 2002 ISBN 3-596-60111-8
- Martina Hartmann: Aufbruch ins Mittelalter. Die Zeit der Merowinger, 2003 ISBN 3-89678-484-6
- Ian Wood: The Merovingian Kingdoms, 450–751, 1994 ISBN 0-582-49372-2

### Karolingerne
- Peter Classen: Karl der Große, das Papsttum und Byzanz, Düsseldorf, 1968
- Dieter Hägermann: Karl der Große, Herrscher des Abendlandes, 2000 ISBN 3-549-05826-8
- Kenneth Levy: Gregorian Chant and the Carolingians, 1998 ISBN 0-691-01733-6
- Rosamond McKitterick: The Frankish Kingdoms Under the Carolingians 651-987, 1983 ISBN 0-582-49005-7
- Rosamond McKitterick: The Carolingians and the Written Word, 1989 ISBN 0-521-31565-4
- Thomas R. P. Mielke: Karl Martell. Der erste Karolinger, 2002 ISBN 3-404-14657-3
- Pierre Rich: Les Carolingiens, une famille qui fit l'Europe. ISBN 2-01-278851-3
- Rudolf Schieffer: Die Karolinger, 3. oplag, 2006 ISBN 3-17-016480-5
- Herbert Schutz: The Carolingians in Central Europe, their History, Arts and Architecture, 2004 ISBN 90-04-13149-3
- Jean-Charles Volkmann: Bien Connaître les généalogies des rois de France, ISBN 2-87747-208-6
- Gunther G. Wolf (Udg.): Zum Kaisertum Karls des Grossen, Beiträge und Aufsätze, 1972